# Lipa (Przemyśl)
Pour les articles homonymes, voir Lipa.
Lipa est une localité polonaise de la gmina de Bircza, située dans le powiat de Przemyśl en voïvodie des Basses-Carpates.